# Платицериум лосерогий
Платице́риум лосеро́гий (лат. Platycerium alcicorne) — вид папоротников семейства Многоножковые.
Высокодекоративный вид. Культивируется в тёплых оранжереях и комнатах.

## Биологическое описание
Имеет два типа листьев.

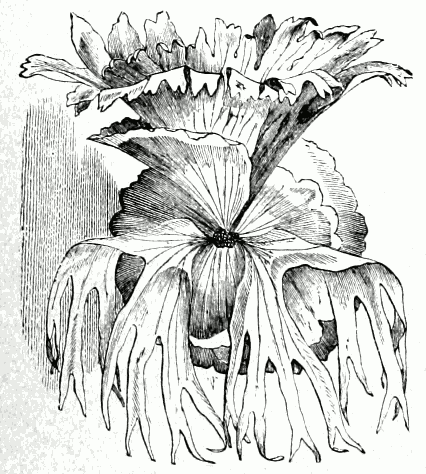
Рисунок из книги У. Даммера Zimmerblattpflanzen (Берлин, 1908)

Спороносные листья вертикальные (у растений растущих при недостатке освещения могут свисать), до 30 см.
Стерильные листья округлые, прижаты к субстрату. С возрастом становятся коричневыми и сухими.

## Ареал, экологические особенности
Мадагаскар, некоторые другие острова и часть восточного побережья Африки.
Эпифит на стволах и ветвях деревьев на высотах от 0 до 600 метров над уровнем моря.
Средняя температура воздуха в местах обитания вида около 18,3 °C, относительная влажность воздуха около 98 %.

## В культуре
Посадка на блок или на прорезанный сбоку пластиковый цветочный горшок, который со временем окутывается стерильными листьями.
Освещение: яркий рассеянный свет.
Платицериум лосерогий требует больше воды и более терпим к понижениям температуры, чем некоторые другие виды. Мадагаскарская форма, в отличие от материковой, как правило, более требовательна к наличию высокой влажности и отличается более медленным ростом стерильных вай.
Во избежание риска появления бактериальных и грибковых инфекций рекомендуется просушка субстрата между поливами.